# 大奥金斯科耶市镇
大奥金斯科耶市镇（俄语：Большеокинское муниципальное образование）是俄罗斯联邦伊尔库茨克州布拉茨克区所属的一个市镇。其下辖有2个居民点，行政中心为大奥金斯科耶。据2016年统计，该市镇的人口为1506人。